# Vengeance (película de 2022)
Vengeance es una película estadounidense de humor negro escrita y dirigida por B. J. Novak, marcando su debut como director. La película esta protagonizada por Novak, Boyd Holbrook, Dove Cameron, Issa Rae y Ashton Kutcher. Jason Blum se desempeña como productor bajo su compañía productora Blumhouse Productions, y Greg Gilreath y Adam Hendricks son productores bajo su compañía Divide/Conquer. 
Vengeance tuvo su estreno mundial en el Festival de Cine de Tribeca el 12 de junio de 2022 y fue estrenada en cines en los Estados Unidos el 29 de julio de 2022 por Focus Features. Recibió críticas generalmente favorables de los críticos.

## Reparto
- B. J. Novak como Ben Manalowitz
- Boyd Holbrook como Ty Shaw
- Lio Tipton como Abilene Shaw
- Ashton Kutcher como Quinten Sellers
- Isabella Amara como Paris Shaw
- Dove Cameron como Kansas City Shaw
- J. Smith-Cameron como Sharon Shaw
- Eli Abrams Bickel como Mason "El Stupido" Shaw
- Issa Rae como Eloise
- Louanne Stephens como Granny Carole Shaw
- John Mayer como John
- Clint Obenchain como Crawl
- Zach Villa como Sancholo
- Chevel Shepherd como una cantante adolescente

## Producción
Entre 2015 y 2018, B. J. Novak, que vive en Los Ángeles, California, realizó varios viajes a Texas para investigar para una película que quería escribir sobre un podcaster de un estado azul que viaja a un estado rojo. En marzo de 2020, se anunció que Novak dirigiría y protagonizaría la película, con Issa Rae, Ashton Kutcher y Boyd Holbrook.
La fotografía principal comenzó en Albuquerque, Nuevo México en marzo de 2020, pero se detuvo debido a la pandemia de COVID-19. En enero de 2021, Isabella Amara se unió al reparto y la producción se reanudó ese mes. En marzo de 2021, J. Smith-Cameron y Lio Tipton se unieron al elenco, con Focus Features listo para distribuir la película.
Finneas O'Connell compuso la música cinematográfica de la película. Black Lot Music publicó la banda sonora el 29 de julio de 2022.

## Estreno
Vengeance se estrenó el 12 de junio de 2022 en el Festival de Cine Tribeca y se estrenó en las salas de cine en los Estados Unidos el 29 de julio de 2022.

### Taquilla
En los Estados Unidos y Canadá, Vengeance se estrenó junto con DC League of Super-Pets y se proyectó que recaudaría alrededor de $2 millones en 998 salas de cine en su primer fin de semana. La película ganó $650.000 en su primer día y un total de $1,8 millones durante el fin de semana, terminando décimo. Deadline Hollywood señaló que si bien la cantidad "no era excelente", ser una película de bajo presupuesto que recibió un estreno en cines la haría "más atractiva y destacada en un menú de transmisión y PVOD". La película cayó un 60% a $720,000 en su segundo fin de semana.

### Respuesta crítica
En el sitio web de revisión y reseñas Rotten Tomatoes, la película obtuvo un índice de aprobación del 79% sobre la base de 141 reseñas, con una calificación promedio de 6.9/10. El consenso de los críticos del sitio web dice: "El escritor, director y estrella B. J. Novak podría haber adoptado un enfoque más agudo de los temas más profundos de esta comedia oscura, pero si está de humor para un misterio astutamente inteligente, Vengeance es suyo". En Metacritic, la película obtuvo un puntaje promedio de 66 sobre 100, basado en 37 críticas, lo cual indica "reseñas generalmente favorables". Las audiencias de CinemaScore le han dado una puntuación de "B+" en una escala de A+ a F, mientras que en PostTrak le dio una puntuación positiva del 76%, y el 57% dijo que definitivamente lo recomendaría.